# Ортуэри
Ортуэри (итал. Ortueri) — коммуна в Италии, располагается в регионе Сардиния, в провинции Нуоро.
Население составляет 1435 человек (2008 г.), плотность населения составляет 37 чел./км². Занимает площадь 39 км². Почтовый индекс — 8036. Телефонный код — 0784.
Покровителем коммуны почитается святитель Николай Мирликийский, празднование 6 декабря.

## Демография
Динамика населения:

## Администрация коммуны
- Официальный сайт: https://web.archive.org/web/20140517031028/http://comune-ortueri.it/